# Montpeyroux (Aveyron)
Montpeyroux – miejscowość i gmina we Francji, w regionie Oksytania, w departamencie Aveyron. W 2013 roku jej populacja wynosiła 566 mieszkańców. 